# Sambòdrom
Un sambòdrom (en portuguès brasiler, sambódromo), també anomenat passarel·la de samba, és un conjunt arquitectònic destinat a rebre les desfilades de les escoles de samba que competeixen en els concursos anuals de les festes de Carnaval. Generalment, són compostos per una passarel·la, graderies pels espectadors i una àrea de reunió per les agremiacions.

## Etimologia
Sambódromo és un neologisme creat per l'antropòleg i sociòleg brasiler Darcy Ribeiro, mitjançant la unió de la paraula "samba" i del terme grec δρόμος [drómos], que significa "camí", "via".

## Llista de sambòdroms

### Al Brasil
| Estat             | Ciutat                | Nom                                                        |
| ----------------- | --------------------- | ---------------------------------------------------------- |
| Amapá             | Macapá                | Escola Sambódromo de Artes Populares                       |
| Amazones          | Manaus                | Sambódromo de Manaus                                       |
| Districte Federal | Ceilândia             | Ceilambódromo                                              |
| Espírito Santo    | Vitória               | Sambão do Povo                                             |
| Minas Gerais      | Monte Santo de Minas  | Sambódromo Sebastião Antônio da Silva - Terreirão do Samba |
| Pará              | Belém                 | Aldeia de Cultura Amazônica Davi Miguel                    |
| Rio de Janeiro    | Cabo Frio             | Morada do Samba                                            |
| Rio de Janeiro    | Campos dos Goytacazes | Centro de Eventos Populares Osório Peixoto - CEPOP         |
| Rio de Janeiro    | Rio de Janeiro        | Sambódromo da Marquês de Sapucaí                           |
| Rio Grande do Sul | Cruz Alta             | Sambódromo Mestre Vidal                                    |
| Rio Grande do Sul | Porto Alegre          | Complexo Cultural do Porto Seco                            |
| São Paulo         | São Paulo             | Sambódromo do Anhembi                                      |
| São Paulo         | Santos                | Sambódromo Passarela do Samba Dráusio da Cruz              |
| São Paulo         | Bauru                 | Sambódromo Municipal de Bauru                              |
| São Paulo         | Paulínia              | Sambódromo de Paulínia                                     |
| Santa Catarina    | Florianópolis         | Passarela Nego Querido                                     |
| Santa Catarina    | Laguna                | Escola Multiuso Hildenburgo Moreira                        |

Els sambòdroms més famosos són el Marquès de Sapucaí a Rio i el d'Anhembi a São Paulo, a més dels de Florianópolis, Vitória, Santos, Porto Alegre i Manaus.

### Fora del Brasil
| País      | Ciutat       | Nom                                  |
| --------- | ------------ | ------------------------------------ |
| Argentina | Gualeguaychú | Corsódromo de Gualeguaychú           |
| Argentina | Mercedes     | Sambódromo del Parque de la Estación |
| Paraguai  | Encarnación  | Centro Cívico Sambódromo             |